# 親衛隊第19師
親衛隊第19師（德語：19. Waffen-Grenadier-Division der SS (lettische Nr. 2)），該師是由拉脫維亞志愿者組成，標誌字母“Ｌ”和羅馬數字“Ⅱ”代表武裝親衛隊拉脫維亞人第2師。該部隊於1944年1月组建。1945年，该师在库尔兰包围战期間被包围，并最終向蘇聯红军投降。